# Associazione Calcio Crema 1935-1936
Questa pagina raccoglie le informazioni riguardanti l'Associazione Calcio Crema nelle competizioni ufficiali della stagione 1935-1936.

## Stagione
Rispettando gli ordini delle gerarchie fasciste, il Crema Football Club cambia denominazione diventando Associazione Calcio Crema.
Il Crema è incluso nel girone B del primo campionato di Serie C, la ex Prima Divisione. Con 27 punti in classifica si piazza in decima posizione di un campionato a sedici squadre.

## Rosa
| N. |                   | Ruolo | Calciatore        |
| -- | ----------------- | ----- | ----------------- |
|    | Italia (bandiera) | P     | Loris Desti       |
|    | Italia (bandiera) | P     | Alfredo Sacchi    |
|    | Italia (bandiera) | D     | Mino Livio        |
|    | Italia (bandiera) | D     | Ulderico Meanti   |
|    | Italia (bandiera) | D     | Annibale Razzini  |
|    | Italia (bandiera) | D     | Francesco Rivolta |
|    | Italia (bandiera) | D     | Francesco Scalvi  |
|    | Italia (bandiera) | D     | Felice Stabilini  |

| N. |                   | Ruolo | Calciatore        |
| -- | ----------------- | ----- | ----------------- |
|    | Italia (bandiera) | C     | Carlo Cattaneo    |
|    | Italia (bandiera) | C     | Bruno Manenti     |
|    | Italia (bandiera) | C     | Pietro Taverna    |
|    | Italia (bandiera) | A     | Gino Bonzi        |
|    | Italia (bandiera) | A     | Agostino Bovati   |
|    | Italia (bandiera) | A     | Luigi Lodi (II)   |
|    | Italia (bandiera) | A     | Ugo Lodi (I)      |
|    | Italia (bandiera) | A     | Eriberto Raffaini |